# کینگا برسا
«کینگا برسا» (لهستانی: Kinga Burza؛ زادهٔ ۲۶ سپتامبر ۱۹۸۰) یک کارگردان نماهنگ استرالیایی-لهستانی است.